# Лилл, Джон
Джон Лилл (англ. John Lill; родился 17 марта 1944, Лондон) — британский пианист.

## Биография
Учился в Королевском музыкальном колледже, затем совершенствовался у Вильгельма Кемпфа. Первый сольный концерт сыграл в возрасте девяти лет, а в 18 лет исполнил Третий фортепианный концерт Рахманинова с оркестром под управлением Адриана Боулта. После успешного дебюта в Лондоне в 1963 с Пятым концертом Бетховена и в Карнеги-холле (Нью-Йорк; 1969) Лилл получил мировую известность, а ещё через год выиграл четвёртый Конкурс имени Чайковского (первая премия была разделена между ним и Владимиром Крайневым). Начав международную концертную карьеру, пианист играл в Амстердаме, Берлине, Риме, Стокгольме и других европейских городах, а также в СССР и Австралии, сделал многочисленные записи с крупнейшими оркестрами мира, выступал на радио и телевидении. Лилл — член жюри международных конкурсов, обладатель титула Офицера ордена Британской империи.

## Творчество
Репертуар Лилла весьма обширен, отличительные черты игры пианиста — блестящая виртуозность и широкая палитра звучаний. Музыкант сотрудничает с ведущими звукозаписывающими фирмами — Deutsche Grammophon, EMI Records и другими, среди его записей — полное собрание сонат и концертов Бетховена, Прокофьева и Рахманинова.